# Lijst van bekende Santomezen
Dit is een lijst van bekende Santomezen.

## Auteurs
- António Lobo de Almada Negreiros, journalist, schrijver en dichter
- Sara Pinto Coelho, schrijfster
- Caetano da Costa Alegre, dichter
- Conceição Lima, dichteres
- Manuela Margarido, dichteres
- Alda Neves da Graça do Espírito Santo, dichteres en politica

## Militairen
- Manuel Quintas de Almeida, luitenant en leider van een coup in 1995
- Idalécio Pachire, legerstafchef en voetbalbestuurder
- Fernando Pereira, majoor en leider van een coup in 2003

## Musici
- Leonel Aguiar, popmuzikant
- Quintero Aguiar, protestmuzikant
- José Vianna da Motta, pianist en componist

## Religieuze figuren
- Manuel António Mendes dos Santos, bisschop
- Abílio Rodas de Sousa Ribas, bisschop

## Sporters
- Naiel Santiago d'Almeida, atleet
- Odair Baia, atleet
- Genanilze Almeida Soares de Ceita, kanovaarder
- Severina Cravid, atlete
- Gloria Diogo, atlete
- Fumilay Fonseca, atlete
- Deodato Freitas, atleet
- Naide Gomes, atlete
- Ronaldinho Gomes, voetballer
- Celma da Graça, atlete
- Osvaldo Lima, voetbaltrainer
- Christopher Lima da Costa, atleet
- Sara Neves Bolivar Moreno, taekwondoka
- Yazaldes Nascimento, atleet
- Ailton da Costa Oliveira, atleet
- Arlindo Pinheiro, atleet
- Sortelina Pires, atlete
- Lecabela Quaresma, atlete
- Alcino Silva, kanovaarder
- Vanderley Cabral de Assunção Silva, kanovaarder

## Staatslieden
- Armindo Vaz d'Almeida, premier
- Damião Vaz d'Almeida, premier
- Leonel Mário d'Alva, president
- Norberto d'Alva Costa Alegre, premier
- Carlos Gustavo dos Anjos, minister
- Alda Bandeira, minister
- Urbino Botelho, minister
- Albertino Bragança, minister
- Joaquim Rafael Branco, premier
- Evaristo Carvalho, premier en president
- João Paulo Cassandra, regionaal president
- José Cassandra, regionaal president
- Celestino Rocha da Costa, premier
- Gabriel Arcanjo da Costa, premier
- Guilherme Posser da Costa, premier
- Natália Pedro da Costa Umbelina Neto, minister
- Manuel Pinto da Costa, president
- Daniel Lima dos Santos Daio, premier
- Adelino Castelo David, bankier en minister
- Dionísio Tomé Dias, parlementsvoorzitter
- Nuno Xavier Daniel Dias, parlementsvoorzitter
- Carlos Graça, premier
- Maria do Nascimento da Graça Amorim, minister
- Nilo Guimarães, zakenman en presidentskandidaat
- Fradique de Menezes, president
- Raul Bragança Neto, premier
- Maria das Neves, premier
- Alberto Paulino, minister
- Ovídio Manuel Barbosa Pequeno, ambassadeur en minister
- Arzemiro dos Prazeres, parlementsvoorzitter
- Zeferino dos Prazeres, regionaal president
- Francisco Fortunato Pires, parlementsvoorzitter
- Manuel Salvador dos Ramos, minister
- Mateus Meira Rita, minister
- Guilherme do Sacramento Neto, parlementsvoorzitter
- Homero Jeronimo Salvaterra, minister
- Paulo Jorge Espirito Santo, minister
- Francisco da Silva, parlementsvoorzitter
- Maria do Carmo Silveira, premier
- Óscar Sousa, minister
- Carlos Tiny, minister
- Miguel Trovoada, president
- Patrice Trovoada, premier
- Tomé Vera Cruz, premier

## Overig
- Claudio Corallo, chocolatier
- Ângelo Torres, regisseur